# 逢坂冬馬
逢坂 冬馬（あいさか とうま、1985年10月8日 - ）は、日本の小説家。埼玉県所沢市生まれ、横浜市育ち。

## 人物・経歴
父は歴史学者の奈倉哲三。姉はロシア文学研究者の奈倉有里。明治学院大学国際学部国際学科卒。
2017年、賞金稼ぎの戦闘機パイロットをテーマにした『自由への翼』を早川書房に持ち込んだところ第7回アガサ・クリスティー賞へ応募を勧められる。同作は二次選考で落選するが以降も同賞への応募を継続し 、第10回で一次選考を通過している。
2021年8月にデビュー作『同志少女よ、敵を撃て』が第11回アガサ・クリスティー賞の大賞を、史上初の全選考委員が5点満点をつけて受賞した。同作は小説投稿サイトのカクヨムで「期間限定公開」がなされたあと本来の目標であるアガサ･クリスティー賞に応募したもので、カクヨムでは後に非公開とされている。同年12月に同作がキノベス!2022で1位を獲得。
2022年には同作で第166回直木三十五賞候補となり、2022年本屋大賞、第8回沖縄書店大賞、第9回高校生直木賞を受賞した。

## 受賞・候補歴
太字は受賞
- 2021年 - 「同志少女よ、敵を撃て」で第11回アガサ・クリスティー賞受賞。
- 2022年 - 『同志少女よ、敵を撃て』で第166回直木三十五賞候補、2022年本屋大賞受賞、第8回沖縄書店大賞受賞、第9回高校生直木賞受賞。
- 2024年 - 『歌われなかった海賊へ』で第15回山田風太郎賞候補[12]。
- 2025年 - 『ブレイクショットの軌跡』で山本周五郎賞候補[13]、第173回直木賞候補[14]。

## ミステリ・ランキング
- 週刊文春ミステリーベスト10
  - 2022年 - 『同志少女よ、敵を撃て』7位

- このミステリーがすごい!
  - 2023年 - 『同志少女よ、敵を撃て』7位

- ミステリが読みたい!
  - 2023年 - 『同志少女よ、敵を撃て』2位

## 作品リスト

### 単行本

#### 単著
- 『同志少女よ、敵を撃て』（早川書房、2021年11月 / 早川文庫、2024年12月）ISBN 978-4-15-210064-1 / ISBN 978-4-15-031585-6
- 『歌われなかった海賊へ』（早川書房、2023年10月）ISBN 978-4-15-210275-1
- 『ブレイクショットの軌跡』（早川書房、2025年3月）ISBN 978-4-15-210411-3

#### 共著
- 『文学キョーダイ!!』（奈倉有里と共著、文藝春秋、2023年9月）ISBN 978-4-16-391753-5

### アンソロジー収録作品
「」内が逢坂の作品
- 『2084年のSF』日本SF作家クラブ編（ハヤカワ文庫JA、2022年5月）「目覚めよ、眠れ」

### 雑誌掲載作品
小説
- 「同志少女よ、敵を撃て 受賞作冒頭特別先行掲載」 - 『ハヤカワミステリマガジン』2021年11月号

エッセイ等
- 「受賞メッセージ」 - 『ハヤカワミステリマガジン』2021年11月号
- 「第166回直木賞候補作発表 全候補者紹介・インタビュー」 - 『オール讀物』2022年1月号
- 「祖父へ」 - 『文藝春秋』2022年5月号
- 「「生の声」を提示する、アレクシェーヴィチの思想」 - 『ユリイカ』2022年7月号